# Jugband Blues
„Jugband Blues“ je skladba britské rockové skupiny Pink Floyd, poprvé vyšla na albu A Saucerful of Secrets v červnu 1968, kde byla zařazena jako poslední sedmá v pořadí. Jejím autorem je kytarista Syd Barrett, pro něhož to je jeho poslední píseň nahraná a vydaná Pink Floyd, neboť ze skupiny na jaře 1968 odešel.
„Smutně prorocký“ text písně „připomíná rekviem“, „jako by [její autor] věděl, co se s ním děje, a přesto s tím nemohl nic udělat“. Ve druhé polovině roku 1967 se totiž u Barretta projevily silné psychické problémy, pravděpodobně částečně způsobené nadměrným užíváním LSD. Vymýšlel podivné skladby, nebyl schopen koncertovat, takže jej na začátku roku 1968 nahradil David Gilmour. Podle Barryho Milese je „Jugband Blues“ jednou z Barrettových nejlepších a zároveň nejexperimentálnějších písní. Skladba byla z větší části nahrána v říjnu 1967, pro natáčení si Barrett pozval členy dechového orchestru Armády spásy a chtěl po nich, aby hráli, co se jim zlíbí. Po hádce s producentem Normanem Smithem, který s jeho způsoben nahrávání nebyl spokojen, naštvaně ze studia odešel. Smith poté orchestru povolil lehké odchýlení od pevné formy.
Jediným doloženým vystoupením, kde Pink Floyd hráli píseň „Jugband Blues“, je živé nahrávání v londýnských studiích BBC ze dne 20. prosince 1967. Záznam se skladbami „Vegetable Man“, „Scream Thy Last Scream“, „Jugband Blues“ a „Pow R. Toc H.“ byl odvysílán 31. prosince 1967 na stanici BBC Radio One v pořadu Top Gear Johna Peela. Studiová verze skladby o délce 3 minut a 1 sekundy vyšla na albu A Saucerful of Secrets (1968), byla též zařazena na kompilaci Echoes: The Best of Pink Floyd (2001).

## Původní sestava
- Syd Barrett – kytara, zpěv
- Rick Wright – klávesy
- Roger Waters – baskytara
- Nick Mason – bicí, perkuse
- členové orchestru Armády spásy:
  - Ray Bowes, Terry Camsey – kornet
  - Mac Carter – trubka
  - Les Condon, George Whittingham – kontrabas
  - Maurice Cooper – eufonium
  - Ian Hankey – pozoun
  - a jeden další